# Sébastien Boisseau
Pour les articles homonymes, voir Boisseau (homonymie).
Sébastien Boisseau, né à Lille en 1974, est un contrebassiste français de jazz.

## Biographie
C'est au conservatoire de Dreux, à l'âge de 7 ans, qu'il commence sa formation au jeu de la contrebasse auprès de Damien Guffroy (Orchestre des Champs-Élysées, Les Arts Florissants, Les Musiciens du Louvre, Tous Dehors...). Il intègre les ateliers jazz dirigés par Sylvain Fleury et Jean-Jacques Ruhlmann à l'âge de12 ans. Après l'obtention d'un Baccalauréat Scientifique (série C) en 1991, il travaille à plusieurs reprises avec Jean-François Jenny-Clark. Cette même année, il est admis en faculté de musicologie à l'université François Rabelais de Tours et il entre simultanément dans la classe de contrebasse classique de Daniel Jacques au CNR de Tours.
En parallèle d'un enseignement classique, il suit les programmes de formations proposés par Le Petit Faucheux auprès de Marc Johnson, Kenny Wheeler, Ricardo Del Fra, Lee Konitz, John Lindberg. De 1994 à 2000, il enseigne au sein de l'équipe pédagogique de l'école Jazz à Tours (direction Didier Sallé) et il participe à plusieurs programmes pédagogiques croisés entre des écoles françaises ou européennes. Il est titulaire du D.E. de jazz depuis 1999.

### Parcours Initiatique
Pendant les dix années passées à Tours (1991-2001), il rencontre de nombreux musiciens de la scène régionale : Cédric Piromalli, Nicolas Larmignat, Olivier Thémines, Guillaume Hazebrouck, Alban Darche, Pascal Maupeu, Jean-Louis Pommier, Jérôme Rateau, Pierrick Menuau, Charlène Martin... Il se produit sur la plupart des scènes de la région : Le Petit Faucheux (Tours), Le Carré Bleu (Poitiers), la MJC d'Olivet (Loiret), le Pannonica (Loire-Atlantique), Festival d'Orléans Jazz avec Denis Badault, Festival de Montlouis/Loire, Équinoxe à Châteauroux, la Scène Nationale d'Orléans... Le Petit Faucheux est le club qu'il fréquente le plus et il y avance dans les premières aventures collectives ; Triade avec Cédric Piromalli et Nicolas Larmignat, A suivre...X'tet de Bruno Regnier, Ildo, Collectif Vapeur(s)...

### 2000-2010

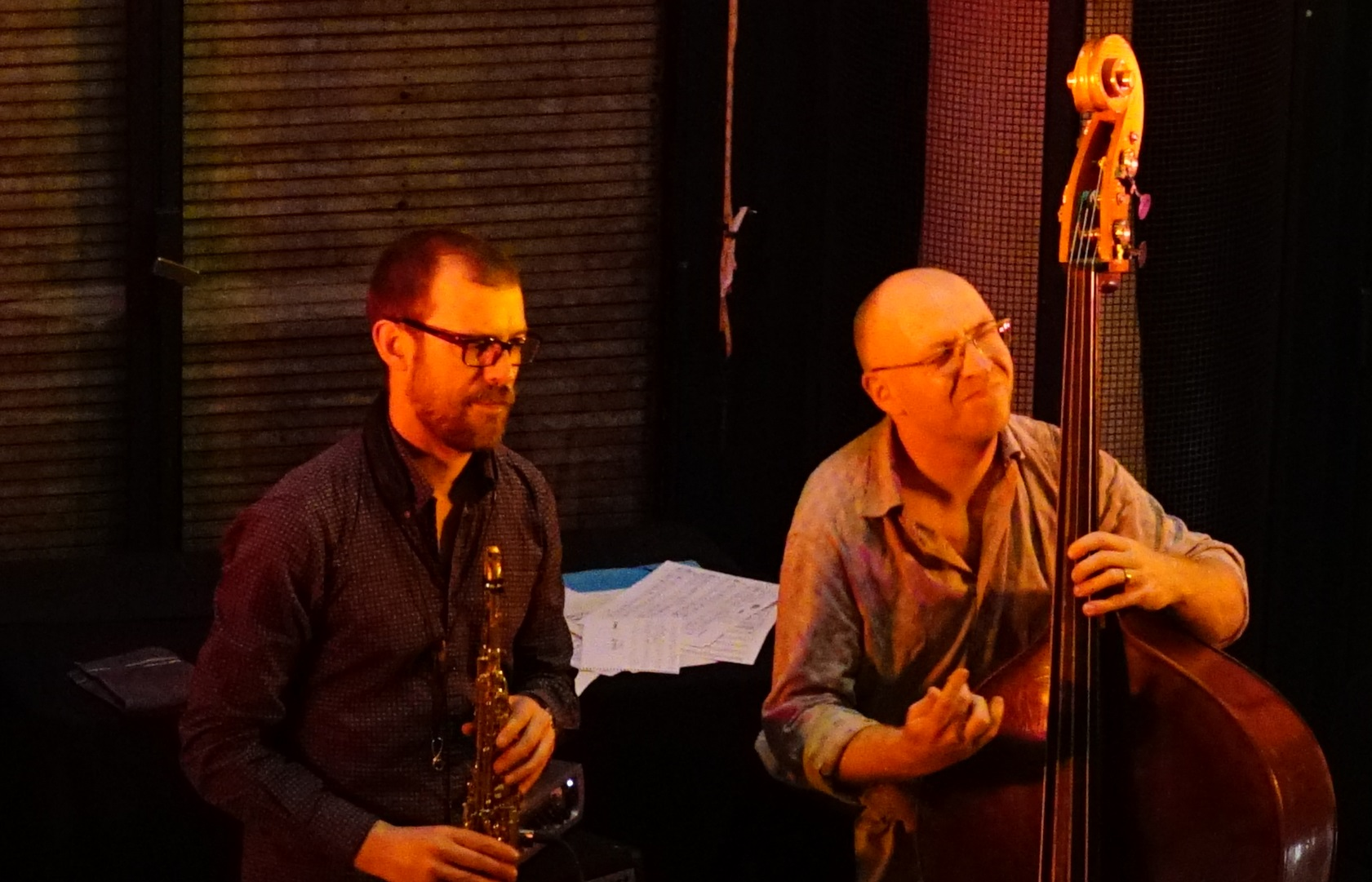
Duo avec Matthieu Donarier.

Il reçoit le premier prix de soliste au concours national de jazz de la Défense en 2000. Sa collaboration avec Denis Badault se poursuit au-delà de la création 10 vagues éphémères, il travaillera régulièrement avec lui notamment au sein du quartet H3B avec le violoniste Régis Huby et le trompettiste anglais  Tom Arthurs. C'est Matthieu Donarier qui le présente à Gábor Gadó puis à Daniel Humair. Pendant 10 ans, il joue dans de nombreuses situations auprès de Daniel Humair, en Europe avec le jeune Gabriel Zufferey, ou l'European Jazz Ensemble qui réunit des musiciens tels que Joachim Kühn, Charlie Mariano, Ali Haurand, Tony Levin, Stan Sultzman, Pino Minafra, Manfred Schoof... en quartet avec David Friedman et Marvin Stam, mais c'est surtout au sein du groupe Baby Boom et aux côtés de Matthieu Donarier, Manu Codjia et Christophe Monniot que l'entendra le plus souvent la paire Boisseau-Humair. Baby Boom se produira exceptionnellement avec Marc Ducret, ou encore Pat Metheny.
S'ensuivent de nombreuses collaborations : Martial Solal (Newdecaband), François Jeanneau (Pandemonium), Michel Portal, Louis Sclavis, Eric Watson, Stephan Oliva, Laurent Dehors... Lors de cette période, il évolue au contact de musiciens expérimentés tout en restant actif au cœur de sa génération.
Après Tours, Nantes devient son point d'ancrage, et l'Europe son terrain de jeu. Il participe à la fondation de Wanbliproduction, une nouvelle agence de diffusion artistique.
Ces années marquent également la naissance du Cube puis du Gros Cube d'Alban Darche et la construction d'un nouvel outil collectif destiné au jazz basé dans l'ouest de la France.

### Yolk Records

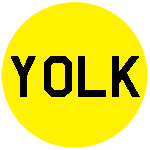
Logo Yolk créé par Jean Depagne en 2002

En 1999, il fonde le label Yolk Records dont il est, avec Alban Darche et Jean-Louis Pommier, l'un des directeurs artistiques. Conçu au départ pour répondre aux besoins d'un cercle réduit de musiciens, Yolk édite un catalogue comptant à ce jour 70 références de jazz de création. Yolk est distribué en Europe, au Canada et au Japon, par l'Autre Distribution. Le label Yolk reçoit en 2005 un Djangodor du spectacle vivant pour l'ensemble de son activité.
Sur les 200 musiciens en présence sur ce label, la plupart auront participé à l'émergence d'une nouvelle scène du jazz français (Matthieu Donarier, Médéric Collignon, Manu Codjia, Jeanne Added, Baptiste Trotignon, Sylvain Rifflet, Airelle Besson, Benjamin Moussay, Sébastien Texier, Daniel Casimir, Stéphane Guillaume, Geoffroy Tamisier, Sidony Box, Jozef Dumoulin...). Ils y côtoient des personnalités telles que Kenny Wheeler, Tim Berne, Magic Malik, Erik Truffaz...
Soutenu par la ville de Nantes, le label Yolk est installé au sein du dispositif des Fabriques. Depuis ce nouveau laboratoire artistique et au travers de l'activité du label, Sébastien Boisseau expérimente un autre rapport à l'émergence (par l'accueil et l'accompagnement de jeunes groupe de jazz) et au territoire: par des représentations en hyper-proximité chez des résidents du quartier, il participe à l'évaluation de l'accès aux musiques improvisées (regards croisés artiste/habitant/universitaire/journaliste), ainsi qu'à travers un projet de mise en circulation de disques de jazz dans la ville CD-voyageur.
Sébastien Boisseau participe à de nombreux projets en France et en Europe notamment avec le trio de Joachim Kühn et Christian Lillinger, avec Hans Lüdemann et Dejan Terzic au sein du trio Rooms, avec la pianiste Laia Genc, avec Gábor Gadó dans différentes formules, avec le trompettiste anglais Tom Arthurs.
Deux groupes l'occupent comme co-leader :
- Wood, le duo qu'il forme avec Matthieu Donarier avec lequel ils invitent parfois d'autres artistes tels que Sylvie Courvoisier[2], Mark Feldman, Pierre Favre, Jozef Dumoulin, Tom Arthurs, Zoltan Lantos, Santiago Quintans. Ce duo a été très remarqué à l'occasion de la sortie d'un premier album éponyme, sur le label Yolk. Le mensuel Jazzmagazine[3] le cite parmi les 100 plus beaux duos de l'histoire du jazz[4]. L'album est édité en 3 versions différentes dont un album vinyle qui marque les débuts du label Yolk avec ce format.
- Jass, quartet formé avec Alban Darche, le batteur américain John Hollenbeck et le tromboniste suisse Samuel Blaser. Jass fait référence au terme utilisé lors de l'enregistrement du premier disque de jazz au début du XXe siècle, c'est aussi l'acronyme regroupant les initiales de leurs 4 prénoms. Le premier album sorti aussi sur le label Yolk fait l'objet de nombreuses chroniques en France et à l'étranger.

En 2011, il compose une musique pour le film muet de Teinosuke Kinugasa Une page folle (1926) qu’il interprète au « festival de l’histoire de l’art » de Fontainebleau.
Avec Louis Sclavis et Jean-Paul Delore, ils créent Langues et Lueurs, un récital sur des textes d’auteurs francophone (Michaux, Sony Labou Tansi, Dieudonné Niangona, Charles Baudelaire…).
En 2013, il est auditionné dans la phase finale de recrutement au poste de direction artistique de l'Orchestre national de jazz[réf. nécessaire].
Le Petit Faucheux l'invite comme Artiste Associé pour deux saisons en 2014 et 2015. Il devient pendant cette période partie prenante des activités de cette Smac jazz[Quoi ?] (programmation, créations, diffusion, actions culturelles...).
Il reçoit, avec Sylvain Rifflet, Jon Irabagon et Jim Black, un Coup de cœur Jazz et Blues 2020 de l'Académie Charles-Cros pour Rebellion(s), proclamé le 5 février 2021, dans l’émission Open Jazz d’Alex Dutilh sur France Musique.

## Discographie
- Ildo, Haitza (1996)
- Triade (AA, 1997)
- Triade, L'ardu (Yolk, 2000)
- Triade, Japan edition (Yolk, 2001)
- Le cube, Autorité culinaire (Yolk, 2001)
- A suivre… x'tet, Paris-calvance (Yolk, 2001)
- Gabor Gado – Homeward (BMC, 2002)
- Le cube, Le the (Yolk, 2002)
- Gabor Winand - Corners of my Life (BMC, 2002)
- Daniel Humair Baby Boom Quintet (Sketch, 2003)
- Humair, Boisseau, Friedman, Stamm – Ear Mix (Sketch, 2003)
- Gabor Gado – Unknown Kingdom (BMC, 2003)
- Gabor Gado Orthodoxia (BMC, 2003)
- Mico Nissim, Victor is Dancing (AA, 2003)
- A suivre… x'tet, Variations altérées (Yolk, 2003)
- Barbara Carlotti, Chansons (BC, 2004)
- Darche Gado Boisseau – Stringed (BMC, 2004)
- Gabor Gado – « Modern Dances » (BMC 2004)
- Gueorgui Kornazov Quintet, Essence de Roses (Cristal, 2004)
- Le gros cube, La martipontine (Yolk, 2004)
- Zufferey, Boisseau, Humair – Après l’orage (Bee jazz, 2004)
- Mâäk's Spirit, Five (Dewerf, 2006)
- Unit, Time Setting (BMC, 2006)
- Gabor Gado/Gabor Winand, Opéra Budapest (BMC, 2006)
- Olah, Bacso, Boisseau, Fitting (BMC, 2006)
- Ambrosetti-Humair-Boisseau-Moroni (Enja, 2006)
- Triade - Entropie (Minium, 2006)
- François Jeanneau, Quand se taisent les oiseaux (Bee jazz, 2007)
- Alban Darche, Trumpet Kingdom (BMC, 2007)
- Le gros cube, Le gros cube VS Katerine (Yolk, 2007)
- Le gros cube, Polar mood (Yolk, 2008)
- Gábor Gadó, Byzantinum (BMC, 2008)
- Laia Genc liaison tonique - Polyfangastronosia (JazzHausMusik, 2008)
- Oliva/Raulin, Echoes of Spring (Melisse, 2008)
- Mâäk's Spirit, Stroke (Nef, 2008)
- European Jazz Ensemble, 30th anniversary tour 2006 (Konnex, 2009)
- MKMB - Marguet, Khün, Monniot, Boisseau (BMC, 2009)
- Daniel Humair, Bonus Boom (Bee jazz, 2009)
- Trio Rooms - Lüdemann, Boisseau, Terzic (BMC, 2010)
- H3B - Badault, Huby, Boisseau, Arthurs (Abalone, 2010)
- Darche, Gado, Boisseau, Budapest Concert (BMC, 2010)
- Hazebrouck sextet, Frasques (Yolk, 2010)
- Unit, Wavin'  (Yolk, 2010)
- Hans Lüdemann, Die kunst des trios (BMC, 2011)
- D. casimir & yolk en cuisine, Phonotaxis ou le génome de la vache (Yolk, 2011)
- H3B, Songs no Songs - Badault, Huby, Boisseau, Arthurs (Abalone, 2012)
- Le cube, Frelon rouge (Yolk, 2013)
- Wood (Boisseau-Donarier), Wood (Yolk, 2013)
- Le gros cube, Queen bishop (Yolk, 2013)
- Simon Spang-Hanssen trio, Luna Moon (Gateway Music, 2013)
- Daniel Hélin, Le Crépuscule des Idiots (2013)
- Jean-Marc Foltz trio + one, Viracochas (Visions Fugitives, 2013)
- Hollenbeck, Darche, Boisseau, Blaser, Jass (Yolk, 2014)
- L’Orphicube, Perception instantanée (Yolk, 2014)
- Wood (Boisseau-Donarier), LP, (Yolk, 2014)